# Anne Rice
Pour les articles homonymes, voir Rice.
Œuvres principales
- Les Infortunes de la belle au bois dormant
- Chroniques des vampires
- La Saga des sorcières Mayfair

Howard Allen Frances O'Brien, dite Anne Rice (/æn ɹaɪs/), née le 4 octobre 1941 à La Nouvelle-Orléans et morte le 11 décembre 2021 à Rancho Mirage, en Californie,, est une romancière américaine.
Autrice de romans fantastiques, de nouvelles érotiques et de livres à thèmes religieux et vampiriques, elle se fait connaître en 1976 avec la parution d’Entretien avec un vampire qui contribue à renouveler le genre du roman de vampires, tout comme la suite de la série romanesque qui le prolonge, les Chroniques des vampires. Près de 100 millions d'exemplaires de ses ouvrages ont été vendus,,,.

## Biographie

### Jeunesse et formations
Anne Rice naît le 4 octobre 1941 à La Nouvelle-Orléans, en Louisiane. Elle y passe la plus grande partie de sa vie, où se déroule la majorité de ses histoires. Elle est la seconde fille d'une famille américano-irlandaise catholique. Sa sœur, Alice Borchardt (1939-2007), est aussi devenue une auteure célèbre.
À propos de son prénom Howard, inhabituel pour une femme, elle a indiqué : « Mon nom de naissance est Howard Allen parce qu’apparemment, ma mère pensait que c’était une bonne idée. Mon père s’appelait Howard, et elle voulait m’appeler comme lui, croyant que c’était une chose très intéressante à faire. Elle était un peu bohémienne, un peu cinglée, un peu géniale, et une sacrée professeur. Et elle avait dans l’idée qu’appeler une femme Howard lui donnerait, dans ce monde, un avantage peu commun. »
Howard Allen devient « Anne » Allen à son premier jour d'école, quand une religieuse, Sœur Hyacinthe, lui demande quel est son prénom. Elle lui répond « Anne », considérant que c'était un joli prénom. Sa mère, qui est avec elle, la laisse parler sans la corriger, sachant que sa fille avait conscience de son véritable prénom. Depuis ce jour, tout le monde l'a appelée « Anne »,. Son prénom est changé officiellement vers 1947.
En 1959, elle est diplômée du lycée Richardson puis enchaîne à l'Université du Texas pour femmes (en) à Denton et, plus tard, au North Texas State College. Après un an à San Francisco, alors qu'elle travaille comme examinatrice d'assurances, elle retourne à Denton au Texas et se marie avec Stan Rice, son amour d'enfance, qui devient professeur à San Francisco peu après y avoir obtenu son M.A.. Tous les deux sont diplômés de San Francisco State University. De 1962 à 1988, Anne Rice vit et travaille dans la région de la baie de San Francisco.

### Carrière
Anne Rice n'est pas un auteur typique de littérature fantastique, même si elle a baigné durant toute son enfance dans la culture de La Nouvelle-Orléans — faite de vaudou et d'autres croyances — propice à l'élaboration de récits extraordinaires. Elle s'inspire de ce qu'elle a toujours connu, et à travers ses romans se dessine un hommage constant à la ville qu'elle chérit plus que tout.
En 1966, le couple a une fille, Michèle, qui meurt le 5 août 1972 à la suite d'une leucémie. La mort de sa fille a plongé Anne Rice dans un profond désespoir et, pour s'en sortir, elle écrit son premier roman à succès : Entretien avec un vampire (Interview with the Vampire), en 1976.

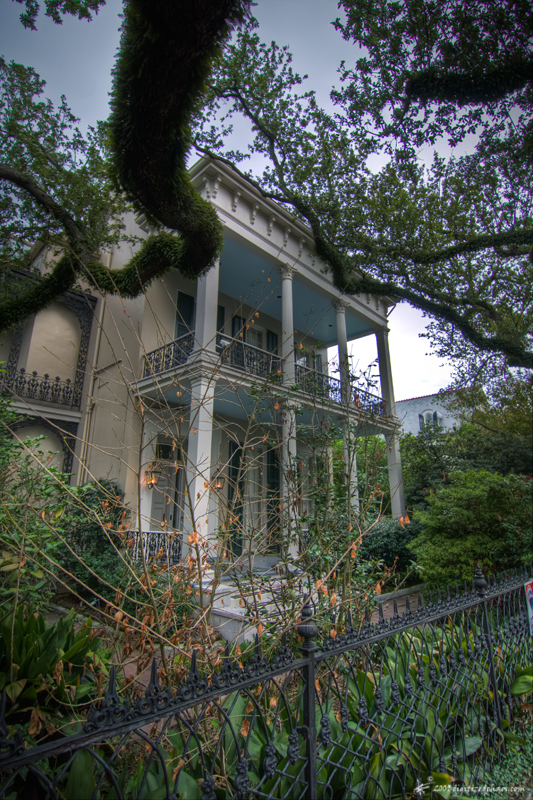
La résidence d'Anne Rice à La Nouvelle-Orléans.

En 1978, le couple a un fils, Christopher. La famille revient s'installer à La Nouvelle-Orléans alors que Christopher est encore un jeune garçon. Grâce à son succès, Anne Rice peut emménager dans la maison dont elle rêvait depuis toujours, à Garden District, un quartier de la ville. Cette maison est celle que la romancière décrit, trait pour trait, dans le premier tome des Chroniques de sorcières, la maison des Mayfair.
En 1998, elle retourne à l'Église catholique, après plusieurs années où elle s'était décrite comme athée. Elle annonce qu'elle voudrait maintenant utiliser sa vie et son talent pour écrire afin de glorifier sa croyance en Dieu, mais qu'elle n'a pas renoncé à écrire les mêmes livres qu'avant. En 2010, elle annonce qu'elle se convertit à une foi chrétienne « indépendante ». En effet, elle déclare être en quelque sorte dégoûtée du christianisme, qu'elle décrit comme un groupe querelleur, belliqueux et hostile. La raison de cette conversion est, entre autres, le rejet de l'homosexualité par le christianisme (elle combat ardemment au nom des homosexuels et son fils, Christopher Rice, est ouvertement homosexuel),,.
Le 30 janvier 2004, elle met la plus grande de ses trois maisons en vente et annonce quitter La Nouvelle-Orléans où elle dit vivre seule depuis la mort de son mari le 9 décembre 2002. « Je simplifie ma vie, ne pas trop posséder, c'est le but principal », indique-t-elle. « Je ne serai pas plus longtemps un citoyen de La Nouvelle-Orléans dans le bon sens »,.
Elle part s'installer à La Jolla, un quartier de San Diego en Californie,. En novembre 2005, elle décrit le temps dans sa nouvelle ville comme le paradis,. Cependant, elle quitte La Jolla moins d'un an après avoir déménagé là-bas, en janvier 2006 à cause du temps froid. En décembre 2005, elle achète une maison comprenant 6 chambres à Rancho Mirage, en Californie, lui permettant d'être plus proche de son fils à Los Angeles.
Le 18 juillet 2010, elle met sa collection de poupées anciennes aux enchères dans le quartier de Thierault à Chicago. En la mi-année, elle vend des biens du ménage, des pièces de collection mises en exergue dans ses livres, des bijoux et des armoires sur eBay, ainsi que la grande partie de la collection de la bibliothèque à la Powell's Books.
En raison de sa santé précaire, elle se déplace très peu, mais reste en contact avec ses fans via Internet.
Le 9 mars 2014, elle annonce dans l'émission radio online The Dinner Party Show que son prochain roman la ramènera à sa série des Chroniques des vampires. Le livre, intitulé Prince Lestat, est paru le 28 octobre 2014 aux États-Unis. L'auteur présente ce nouvel opus comme une suite directe de La Reine des damnés.

### Mort
Anne Rice meurt le 11 décembre 2021, des suites d'une attaque cérébrale, à l'âge de 80 ans. Elle est enterrée, en privé, dans le caveau familial au Metairie Cemetery, à La Nouvelle-Orléans.

## Œuvres

### SérieLes Infortunes de la belle au bois dormant
1. L'Initiation, Robert Laffont, 1997 ((en) The Claiming of Sleeping Beauty, 1983)Réédité aux éditions Pocket en 1999 puis aux éditions Michel Lafon en 2012 et à nouveau aux éditions Pocket en 2014
2. La Punition, Robert Laffont, 1998 ((en) Beauty's Punishment, 1984)Réédité aux éditions Pocket en 1999 puis aux éditions Michel Lafon en 2013 et à nouveau aux éditions Pocket en 2014
3. La Libération, Robert Laffont, 1998 ((en) Beauty's Release, 1985)Réédité aux éditions Pocket en 1999 puis aux éditions Michel Lafon en 2013 et à nouveau aux éditions Pocket en 2014
4. (en) Beauty's Kingdom, 2015

### SérieChroniques des vampires
1. Entretien avec un vampire, Jean-Claude Lattès, 1978 ((en) Interview with the Vampire, 1976)Réédité aux éditions Pocket en 1990, aux éditions Fleuve noir en 2004 puis aux éditions Plon en 2012
2. Lestat le vampire, Albin Michel, 1988 ((en) The Vampire Lestat, 1985)Réédité aux éditions Pocket en 1990 puis aux éditions Fleuve noir en 2004
3. La Reine des damnés, Olivier Orban, 1990 ((en) The Queen of the Damned, 1988)Réédité aux éditions Pocket en 1991 puis aux éditions Fleuve noir en 2004 puis aux éditions Plon en 2010
4. Le Voleur de corps, Plon, 1994 ((en) The Tale of the Body Thief, 1992)Réédité aux éditions Pocket en 1995 puis aux éditions Fleuve noir en 2004
5. Memnoch le démon, Plon, 1997 ((en) Memnoch the Devil, 1995)Réédité aux éditions Pocket en 1998 puis aux éditions Fleuve noir en 2004
6. Armand le vampire, Plon, 2001 ((en) The Vampire Armand, 1998)Réédité aux éditions Pocket en 2002 puis aux éditions Fleuve noir en 2005
7. Merrick, Plon, 2002 ((en) Merrick, 2000)Ouvrage commun avec la Saga des sorcières Mayfair - Réédité aux éditions Fleuve noir en 2004 puis aux éditions Pocket en 2013
8. Le Sang et l'Or, Plon, 2003 ((en) Blood and Gold, 2001)Ouvrage commun avec la Saga des sorcières Mayfair - Réédité aux éditions Fleuve noir en 2005
9. Le Domaine Blackwood, Plon, 2004 ((en) Blackwood Farm, 2002)Ouvrage commun avec la Saga des sorcières Mayfair
10. Cantique sanglant, Plon, 2005 ((en) Blood Canticle, 2003)Ouvrage commun avec la Saga des sorcières Mayfair
11. Prince Lestat, Michel Lafon, 2016 ((en) Prince Lestat, 2014)Réédité aux éditions J'ai lu en 2018
12. Prince Lestat et l'Atlantide, Michel Lafon, 2017 ((en) Prince Lestat and the Realms of Atlantis, 2016)Réédité aux éditions Michel Lafon Poche en 2019
13. (en) Blood Communion, 2018

### SérieLes Nouveaux Contes des vampires
1. Pandora, Plon, 1999 ((en) Pandora, 1998)Réédité aux éditions Pocket en 2001 puis aux éditions Fleuve noir en 2005
2. Vittorio le vampire, Plon, 2000 ((en) Vittorio the Vampire, 1999)Réédité aux éditions Pocket en 2001 puis aux éditions Fleuve noir en 2005

### SérieLa Saga des sorcières Mayfair
1. Le Lien maléfique, Robert Laffont, 1992 ((en) The Witching Hour, 1990)Réédité aux éditions Pocket en 1994 puis aux éditions Fleuve noir en 2004
2. L'Heure des sorcières, Robert Laffont, 1995 ((en) Lasher, 1993)Réédité aux éditions Pocket en 1996 puis aux éditions Fleuve noir en 2004
3. Taltos, Pocket, 1997 ((en) Taltos, 1994)Réédité aux éditions Fleuve noir en 2004

### SérieChrist the Lord
1. (en) Out of Egypt, 2005Non traduit en français
2. (en) The Road to Cana, 2008Non traduit en français

### SérieLes Chansons du Séraphin
1. L'Heure de l'ange, Michel Lafon, 2010 ((en) Angel Time, 2009)Réédité aux éditions J'ai lu en 2011
2. L'Épreuve de l'ange, Michel Lafon, 2011 ((en) Of Love and Evil, 2010)Réédité aux éditions J'ai lu en 2012

### SérieLes Chroniques du don du loup
1. Le Don du loup, Michel Lafon, 2013 ((en) The Wolf Gift, 2012)Réédité aux éditions J'ai lu en 2014
2. Les Loups du solstice, Michel Lafon, 2014 ((en) The Wolves of Midwinter, 2013)

### SérieRamsès le Damné
1. La Momie, Pocket, 1992 ((en) The Mummy, 1989)Réédité aux éditions Plon en 2014
2. (en) Ramses the Damned: The Passion of Cleopatra, 2017Écrit avec Christopher Rice.
3. (en) Ramses the Damned: The Reign of Osiris, 2022Écrit avec Christopher Rice.

### Romans indépendants
- (en) The Feast of All Saints, 1979Non traduit en français
- La Voix des anges, Mazarine, 1984 ((en) Cry to Heaven, 1982)Réédité aux éditions Robert Laffont en 1997 puis aux éditions Pocket en 1999
- (en) Exit to Eden, 1985Non traduit en français
- (en) Belinda, 1986Non traduit en français
- Le Sortilège de Babylone, Robert Laffont, 1998 ((en) Servant of the Bones, 1996)Réédité aux éditions Pocket en 2000
- Le Violon, Plon, 1998 ((en) Violin, 1997)Réédité aux éditions Pocket en 1999

### Nouvelles
- Le Maître de Rampling Gate, 1996 ((en) The Master of Rampling Gate, 1984)Parue dans le recueil Dernières nouvelles de Dracula, Pocket

## Adaptations

### Cinéma et télévision
- Entretien avec un vampire, réalisé par Neil Jordan, avec dans les rôles principaux Tom Cruise, Brad Pitt, Kirsten Dunst, Antonio Banderas, Christian Slater et Stephen Rea, est l'adaptation cinématographique de Entretien avec un vampire.
- La Reine des damnés, réalisé par Michael Rymer, avec dans les rôles principaux Stuart Townsend et Aaliyah, est l'adaptation cinématographique de La Reine des damnés.
- Les racines du destin, réalisé par Peter Medak, avec dans les rôles principaux Robert Ri'chard, Peter Gallagher, Gloria Reuben, est l'adaptation cinématographique de The Feast of All Saints.
- Entretien avec un vampire, série diffusée depuis 2022.
- Mayfair Witches, série diffusée depuis 2023.

### Bande dessinée
- Entretien avec un vampire - L'Histoire de Claudia, illustrée par Ashley Marie Witter pour les éditions Pika, est l'adaptation en bande dessinée d'Entretien avec un vampire.
- Le don du loup, illustrée par Ashley Marie Witter pour les éditions Pika, est l'adaptation du roman Le don du loup paru chez Michel Lafon en 2013

## Dans la culture populaire

### Musique
- Le groupe Cradle of Filth inclut brièvement Lestat dans la chanson Libertina Grimm en tant que Count Lestat.
- Le guitariste Steve Vai indique dans son album The Elusive Light and Sound Vol. 1 que la chanson Loveblood est inspirée du film et qu'il souhaitait être un acteur pour jouer le rôle.
- le groupe Concrete Blonde a composé une chanson Bloodletting de l'album The Bloodletting en se basant sur le roman Lestat le Vampire.
- Le duo Savage Garden a trouvé son nom dans Lestat le Vampire, dans lequel Lestat décrit la beauté comme « un jardin sauvage ».
- Le groupe Atreyu déclare dans sa chanson The Crimson « I'm an Anne Rice novel come to life » (Je suis un roman d'Anne Rice vivant).
- Le groupe The Damned a enregistré sur l'album Strawberries (1982) une chanson appelée The Dog, qui parle d'un enfant vampire, Claudia, tiré du roman Entretien avec un Vampire.
- Le groupe Theatres des Vampires a trouvé son nom de scène en s'inspirant de l'endroit présenté dans plusieurs livres des Chroniques des Vampires. Leur album sorti en 1999 est appelé The Vampire Chronicles.
- Le groupe Aiden, dans leur chanson The Last Sunrise, s'inspire directement du premier livre des « Chroniques des Vampires », Entretien avec un Vampire.
- Le groupe Malice Mizer utilise la phrase « Drink from me and live forever » dans leur chanson Transylvania, une phrase tirée d’Entretien avec un Vampire.
- Le groupe Santa Sabina a dédié une chanson pour le personnage de Louis dans Una canción para Louis.
- Le projet Psytrance Project Talamasca a été nommé ainsi d'après la société secrète dans Les Chroniques des Vampires et La Saga des sorcières Mayfair. C'est un projet solo mis en place par le musicien français Cédric Dassulle, alias DJ Lestat.
- Le groupe Versailles a sous-titré « Vampire Chronicle » dans son premier album Noble. La chanson After Claudia est en rapport avec Claudia des Chroniques des Vampires. Le chanteur Kamijo a déclaré qu'il prenait lui-même modèle sur le personnage Lestat de Lioncourt.
- L'album Burning Theater du groupe Last Minute a été conçu comme une bande originale non officielle d’Entretien avec un Vampire, incluant le titre homonyme et deux autres, tous centrés sur la mort de Claudia.
- Le chanteur Sting s'est inspiré du roman Entretien avec un Vampire pour composer la chanson Moon Over Bourbon Street dans l'album The Dream of the Blue Turtles (1985). Il y dépeint le point de vue du personnage de Louis de Pointe du Lac.
- La chanteuse Joane Calice du groupe Dieren Dara s'est inspirée du personnage de Lestat pour composer la chanson Le Vampire.
- Le groupe français Vichyssois Bloody Fangs ont trois chansons inspirées des chroniques des vampires : Redeemer, Old Shadow et Bird of Prey.
- Elton John et Bernie Taupin ont fait une comédie musicale sur Lestat.